# Лоиза (Порторико)
Лоиза (шп. Loíza) је општина у америчкој острвској територији Порторико, острвској држави Кариба.

## Демографија
По попису из 2010. године број становника је 30.060, што је 2.477 (-7,6%) становника мање него 2000. године.
| Група             | 2000.          | 2010.          |
| Белци             | 76 (0,2%)      | 90 (0,3%)      |
| Афроамериканци    | 18.838 (57,9%) | 19.314 (64,3%) |
| Азијати           | 75 (0,2%)      | 36 (0,1%)      |
| Хиспаноамериканци | 32.343 (99,4%) | 29.883 (99,4%) |
| Укупно            | 32.537         | 30.060         |